# Сакриер, Иван Филимонович
Иван Филимонович Сакриер (1900 — 1941) — начальник Управления вооружения ВВС РККА, дивинженер (1939), доктор технических наук (1940), профессор.

## Биография
Родился в июле 1900 в молдавской семье жандармского унтер-офицера. Окончил реальное училище в Тирасполе в 1919, с мая этого же года в Красной армии и с октября член РКП(б). Воевал на Юго-Западном фронте. В годы Гражданской войны занимал должности: в 1919 — красноармейца 50-го авиационного отряда, курсанта Киевских и 1-х Московских артиллерийских командных курсов; в 1920 — помощника начальника артиллерийского борта бронепоезда «Коршун», начальника артиллерийского борта бронепоезда № 46, адъютанта того же бронепоезда, командира бронеплощадки, помощник командира, временно исполняющего должность командира бронепоезда № 33. Участник боёв с польскими войсками и формированиями Н. И. Махно, подавления Кронштадтского мятежа.
После Гражданской войны на ответственных должностях в РККА. С августа 1921 слушатель повторных курсов командного состава бронечастей при учебно-броневом дивизионе Петроградского военного округа. С сентября того же года слушатель курсов усовершенствования Высшей военной автобронетанковой школы РККА в Петрограде. После окончания курсов в 1923 помощник командира бронепоездов № 202 и № 253. В 1924—1929 слушатель баллистического отделения артиллерийского факультета Военно-технической академии РККА. По окончании (с отличием) академии оставлен в ней адъюнктом. В 1930 защитил диссертацию. С мая 1931 преподаватель, начальник кафедры стрельбы той же академии. Организовал в академии подготовку военных специалистов по новой отрасли военной техники — военным приборам. Создатель и первый начальник соответствующих лаборатории и кафедры. С июля 1932 начальник факультета приборов управления артиллерийским огнём Артиллерийской академии РККА. С апреля 1934 начальник Управления военных приборов Артиллерийского управления РККА. С февраля 1936 начальник Управления авиационного вооружения ВВС РККА. С 1938 заместитель начальника, а затем начальник Управления вооружения ВВС РККА. В 1940 учёный совет Артиллерийской академии присвоил И. Ф. Сакриеру ученую степень доктора технических наук (по совокупности работ), становится профессором.
Арестован 21 апреля 1941. Обвинялся в шпионаже и участии в военном заговоре. Расстрелян без суда по приказу Л. П. Берии 28 октября 1941 в посёлке Барбыш (под городом Куйбышевом). Посмертно реабилитирован 28 апреля 1955.

### Звания
- Бригинженер (23 ноября 1935);[2]
- Дивинженер (1939).

### Награды
Награждён орденами Красной Звезды (1936, знак ордена № 994) и Трудового Красного Знамени (1939, знак ордена № 4362).

## Адрес
Город Москва, Большой Овчинниковский переулок, дом 12, квартира 28.

## Память
- Под Самарой на месте расстрела установлен памятный знак, на котором значится так: «Установлен на месте захоронения жертв репрессий 30-40-х гг. Поклонимся памяти невинно погибших…»[3]